# BMC Kirpi
Pour les articles homonymes, voir Cougar (homonymie).
Le BMC Kirpi est un véhicule blindé de transport de troupes turc à roues, entré en service en 2009. Il a été conçu par la firme turque BMC, basée à Bornova, Izmir.

## Armement et équipement
Mitrailleuse 7,62 mm ou 12,7mm.

## Variantes

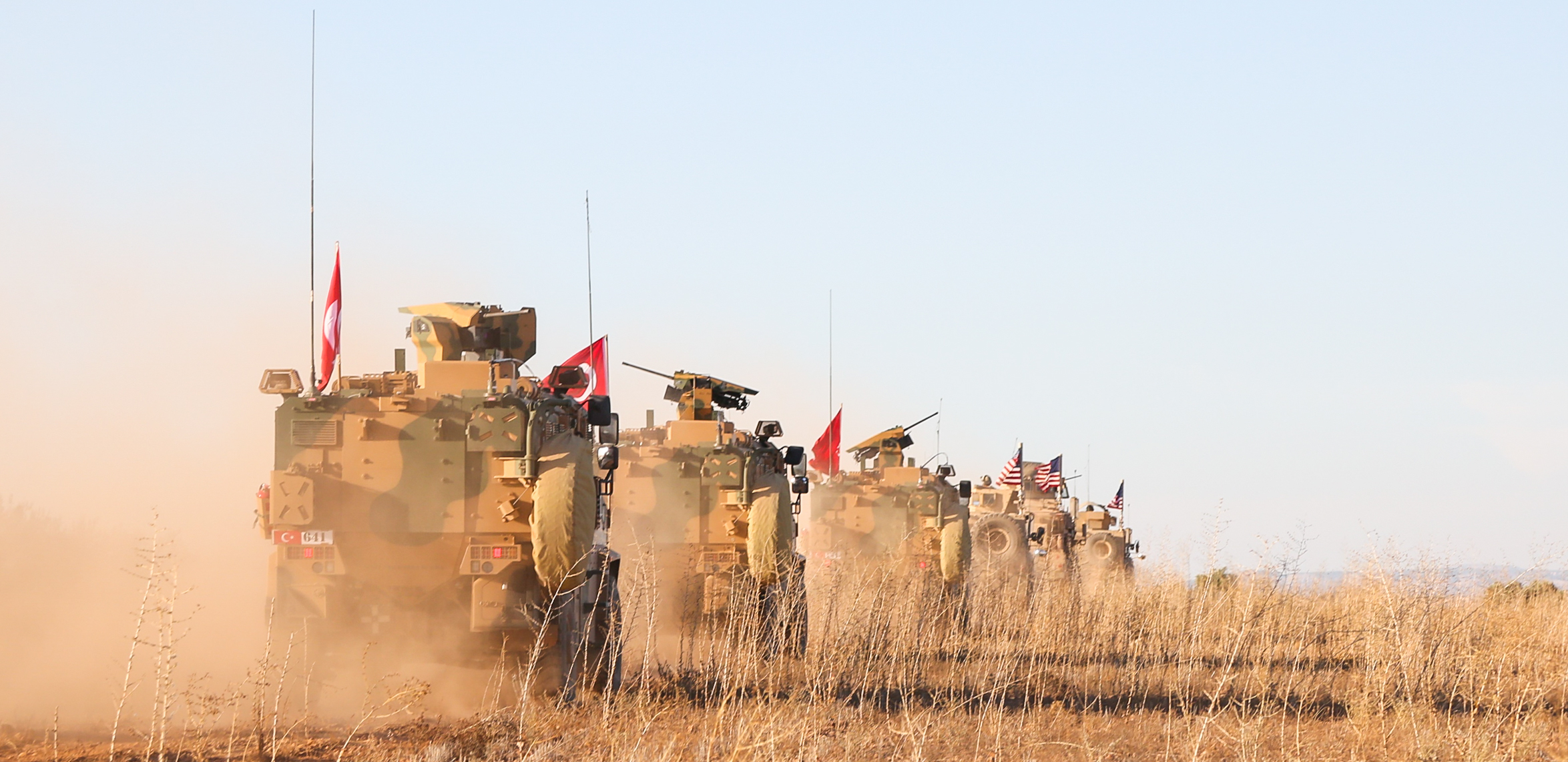
Kirpi avec des véhicules militaires américains en Syrie.

- 4X4 transport de troupes
- 6X6 transport de troupes
- Véhicule tactique de combat
- Utilitaire
- Ambulance
- Détection de mines

## Pays utilisateurs

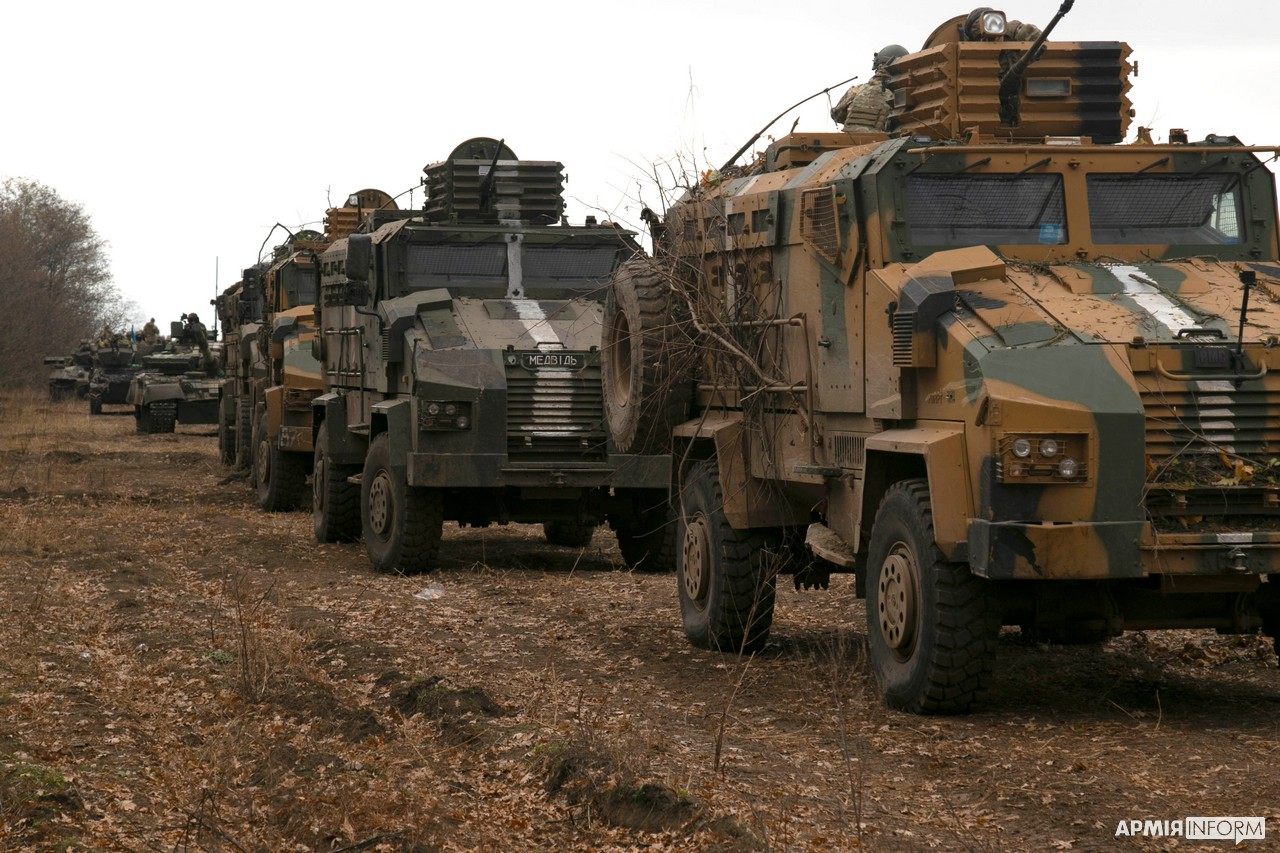
Kirpi I de l’Armée de terre ukrainienne.

- Kosovo  10
- Libye N/C
- Qatar 50[2]
- Russie (capturé en Ukraine[3]’[4])
- Somalie 8[5]
- Turquie +800 dans l’inventaire[6]
- Tunisie 46[7] - +200 par la suite[8]
- Ukraine 200[9] essentiellement dans le Corps des marines (35e, 36e, 37e et 38e brigade d'infanterie navale) mais aussi la 3e brigade d'assaut et la Brigade d'assaut "Lyut" de la police nationale